# Guillaume Apollinaire
Guillaume Apollinaire (nascido Wilhelm Albert Włodzimierz Apolinary de Wąż-Kostrowicki, Roma, 26 de agosto de 1880 – Paris, 9 de novembro de 1918) foi um escritor e crítico de arte francês, possivelmente o mais importante ativista cultural das vanguardas do início do século XX, conhecido particularmente por sua poesia sem pontuação e gráfica, e por ter escrito manifestos importantes para as vanguardas na França, tais como o do Cubismo, além de ser o criador da palavra Surrealismo.
Filho da condessa polaca Angelica Kostrowicka e de pai desconhecido — suspeita-se de um aristocrata suíço-italiano chamado Francesco Flugi d'Aspermont —, passa seus primeiros anos entre Roma, Mônaco, Nice, Cannes, Baratier e Lyon. Desde 1902 foi um dos membros mais populares do bairro artístico parisiense de Montparnasse. Foram seus amigos e colaboradores Pablo Picasso, Max Jacob, André Salmon, Marie Laurencin, André Derain, Blaise Cendrars, Pierre Reverdy, Jean Cocteau, Erik Satie, Ossip Zadkine, Marcel Duchamp e Giorgio de Chirico.
Em 1901 e 1902, trabalhou como preceptor da menina Gabrielle em uma família alemã, na companhia da qual viajará pela Alemanha, tendo se apaixonado pela governanta inglesa Annie Playden, que o recusou, sendo que a mesma partiu em 1905 para a América. Da paixão não correspondida, surgiu Annie et La Chanson du Mal-Aimé.
Entre 1902 e 1907, de volta a Paris, trabalhou como empregado de bancos e começou a publicar contos e poemas em revistas. Em 1907, conhece a artista plástica Marie Laurecin, com quem terá uma tumultuada relação. É por essa época que decide viver de seus escritos. No começo de 1907, publica anonimamente As Onze Mil Varas. Em 1909 publicou o seu primeiro livro oficial: O Encantador em Putrefação, baseado na lenda de Merlin e Viviane. No mesmo ano, se dispõe a publicar uma antologia dos textos do Marquês de Sade, bem de acordo com uma característica sua que chocava os adeptos da tradição francesa: o fascínio pelo romance libertino. Assim, o mesmo foi o responsável pela introdução dos "livros malditos" de Sade na cena literária francesa do início do século, que até então era um escritor praticamente desconhecido. Na apresentação da edição, escreveu um longo ensaio biográfico no qual se referia a Sade como "o espírito mais livre que já existiu no mundo".
Em setembro de 1911, quando já era reconhecido como um dos poetas mais importantes da vanguarda parisiense, Apollinaire é acusado de cumplicidade no roubo de uma obra do Museu Louvre, nada menos que a Mona Lisa de Leonardo da Vinci, roubo no qual Pablo Picasso, também já muito famoso, foi igualmente implicado. Ele é preso durante uma semana e depois liberado. Esta experiência marcá-lo-á. Aos olhos dos defensores das tradições clássicas, que se aproveitaram da situação para denunciar "atos de barbárie" dos estrangeiros contra a cultura nacional, pouco importava a inocência de Apollinaire no caso, visto que ele era acusado de atentar contra os valores da civilização, acusação esta estendida a outros estrangeiros radicados em Paris, como Pablo Picasso, Gertrude Stein e Stravinski.
Em 1913, Apollinaire publica Álcoois, coletânea de seus trabalhos poéticos desde 1898. Sua poesia dispensava a pontuação e a tipografia regular. Voltava-se para uma temática cosmopolita, na qual incluía novidades técnicas como o avião, o telefone, o rádio e a fotografia.
Em agosto de 1914, ele tenta alistar-se nas Forças Armadas Francesas, sem sucesso, visto que não possuía a nacionalidade francesa. Em dezembro de 1914, repete a tentativa, sendo aceite e iniciando seu processo de naturalização. Pouco antes de ingressar efetivamente nas Forças Armadas, conhece e se apaixona por Louise de Coligny-Châtillon, chamada por ele de "Lou". É uma jovem divorciada com um estilo de vida livre, que não esconde do poeta sua ligação com um homem por ela chamado de "Toutou". Ele dedicará à moça vários de seus poemas. Quando Apollinaire parte para o campo de batalha, uma correspondência de uma poesia notável nasce dessa relação. Ambos rompem em 1915, prometendo continuar amigos.

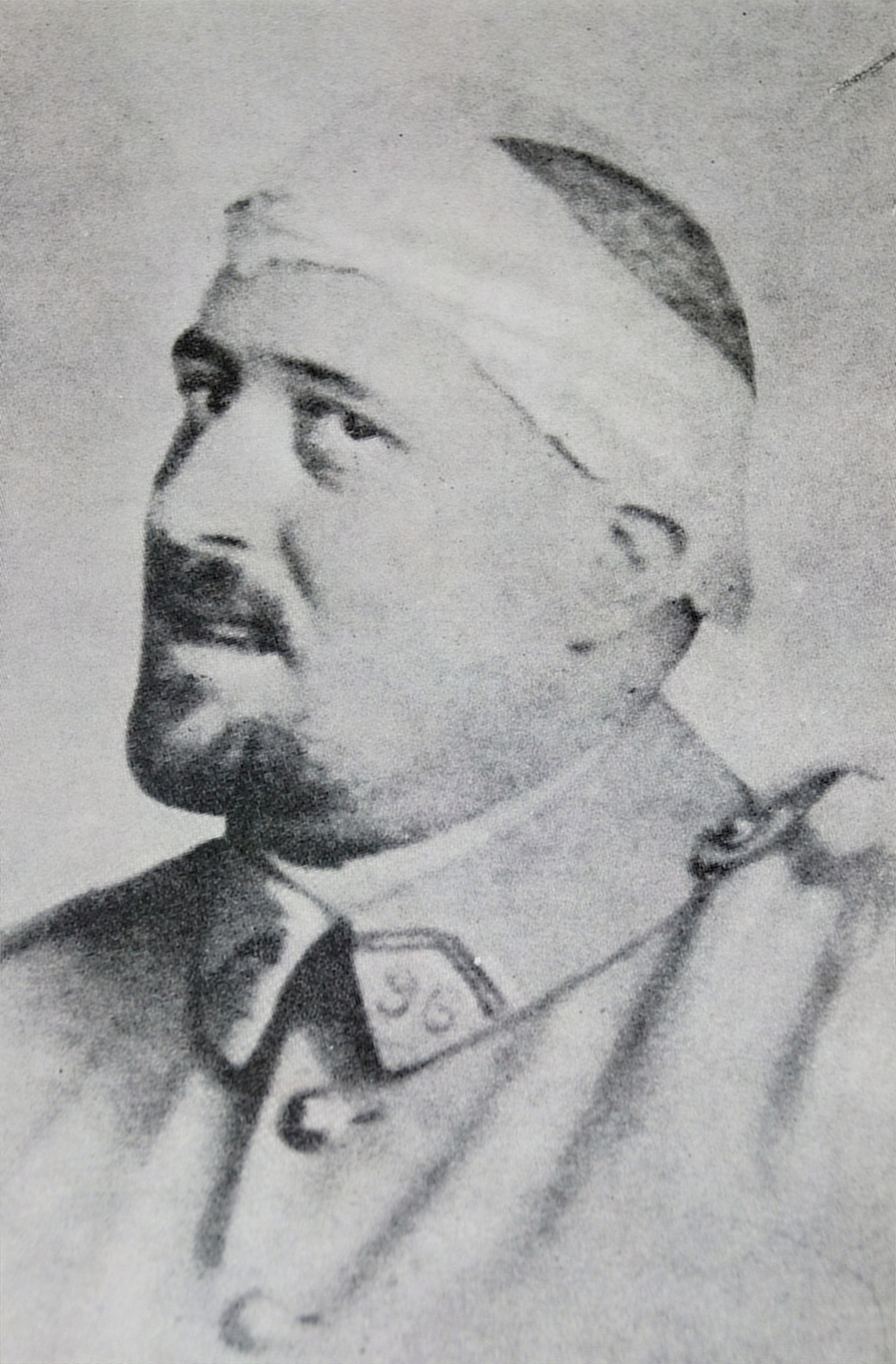
Fotografia em preto e branco, 1916, cabeça enfaixada após ferimento na têmpora.

Em janeiro de 1915, Apollinaire conhece Madeleine Pagès num comboio, de quem ficará noivo em agosto daquele mesmo ano. Mas em abril de 1915, ele parte com o regimento de artilharia de campo, N.° 38, para a frente da batalha. Em março de 1916, é naturalizado francês, sendo que naquele mesmo mês é ferido gravemente na cabeça. Após longa convalescença, volta gradativamente ao trabalho. Em junho de 1917, sua peça Les Mamelles de Tirésias, drama surrealista mesclando desespero com humor e escrita durante sua recuperação do ferimento, é encenada. Ele também publicou um manifesto artístico chamado L'Esprit Noveau Et Les Poétes. Em 1918, publica os famosos Calligrammes, poemas gráficos sobre a paz e a guerra de notável lirismo visual. Casa com Jacqueline, a "bela russa" do poema "La Joulie Rousse", que publicará muitas de suas obras póstumas.
Morreu jovem com apenas 38 anos de idade, aos 9 de novembro de 1918, vítima da gripe espanhola, doença pandêmica que também chegou ao Brasil. Foi enterrado no cemitério de Père-Lachaise em Paris, tendo o seu túmulo uma escultura em forma de menir feita por Picasso.
Sua obra literária e crítica anunciava os princípios de uma nova estética que tinha como fundamento a ruptura com os valores do passado. Os seus poemas, O bestiário ou o cortejo de Orfeu (1911), Álcoois (1913) e Calligrammes (1918), Zona, carregado de apologia ao cristianismo mesclado aos ideais futuristas, refletem a influência do simbolismo, com importantes inovações formais. Ainda em 1913, apareceu o ensaio crítico Os pintores cubistas, em defesa do novo movimento como superação do realismo. Também foi autor de importantes manifestos futuristas e inventor, conforme comentários dos artistas contemporâneos reconhecidos por Breton, do termo surrealismo, para descrever a última das vanguardas do início do século XX.